# Tommy Ruskin
Tommy Ruskin (Kansas City, 15 juli 1942 - 1 januari 2015) was een Amerikaanse jazz-drummer, die een halve eeuw in de muziekscene van zijn geboorteplaats actief was. Hij speelde tijdens zijn loopbaan onder meer met Zoot Sims, Clark Terry, Al Cohn, Scott Hamilton en Billy Eckstine. Vriend Pat Metheny, die met Ruskin voor het eerst speelde toen hij zo'n veertien jaar was, noemde hem de beste drummer van de stad. Ruskin was getrouwd met zangeres Julie Turner, hun zoon Brian is als zanger en gitarist eveneens in Kansas City actief. Tommy Ruskin is te horen op plaatopnames van onder andere Jay McShann.